# Élections municipales de 2009 à Hénin-Beaumont
Les élections municipales partielles de 2009 à Hénin-Beaumont ont eu lieu les 28 juin 2009 et 5 juillet 2009 dans la ville d'Hénin-Beaumont (Pas-de-Calais). Ces élections ont lieu après la révocation du maire divers gauche, Gérard Dalongeville, pour détournement de fonds publics, corruption, faux en écriture privée et usage de faux, favoritisme et recel de favoritisme. La présence du Front national, parti classé à l'extrême-droite, en tête du premier tour fait réagir toute la classe politique française. Au second tour, à la faveur d'un « front républicain », la liste de divers gauche de Daniel Duquenne l'emporte face à celle de FN Steeve Briois, secondé par Marine Le Pen.

## Contexte
Aux élections municipales de 2008, le 9 mars 2008, au premier tour, Gérard Dalongeville et sa liste PS-PCF-PRG-MRC sont arrivés en tête avec 44,30 % suivis par le Front national de Steeve Briois avec 28,48 % des voix et par la liste de Daniel Duquenne (DVG) avec 18,64 %, l'UMP obtenant 5,49 % des voix et Frédéric Fraccola (LCR) 4,25 %.
Le 16 mars 2008, au second tour, Gérard Dalongeville l'a emporté avec 51,94 %, Steeve Briois obtenant 28,83 % et Daniel Duquenne 19,23 %.
Le 7 avril 2009 Gérard Dalongeville a été placé en garde à vue à la section financière de la police judiciaire de Lille car la ville aurait un déficit de plus de 12 millions d'euros, soit un tiers du budget de fonctionnement. Il a été placé en détention provisoire le 9 avril 2009 pour détournement de fonds et suspendu du PS le 21 avril 2009, et a été « suspendu de ses fonctions pour une durée d'un mois à compter de la notification de l'arrêté à l'intéressé », le 27 avril.

## Vote

### Résultats
| Tête de liste                     | Tête de liste       | Liste          | Premier tour | Premier tour | Second tour | Second tour | Sièges |
| Tête de liste                     | Tête de liste       | Liste          | Voix         | %            | Voix        | %           | Sièges |
| --------------------------------- | ------------------- | -------------- | ------------ | ------------ | ----------- | ----------- | ------ |
|                                   | Steeve Briois       | FN             | 4 485        | 39,33        | 5 504       | 47,62       | 8      |
|                                   | Daniel Duquenne élu | Divers gauche  | 2 303        | 20,20        | 6 054       | 52,38       | 27     |
|                                   | Pierre Ferrari      | PS (MoDem)     | 1 940        | 17,01        |             |             |        |
|                                   | Régine Calzia       | Les Verts      | 971          | 8,52         |             |             |        |
|                                   | Pierre Darchicourt  | Divers gauche  | 603          | 5,29         |             |             |        |
|                                   | Nesrédine Ramdani   | UMP            | 495          | 4,34         |             |             |        |
|                                   | Séverine Duval      | NPA            | 276          | 2,42         |             |             |        |
|                                   | Laurent Bocquet     | Divers droite  | 237          | 2,08         |             |             |        |
|                                   | Jean-Marie Monka    | Divers gauche  | 93           | 0,82         |             |             |        |
|                                   |                     |                |              |              |             |             |        |
| Inscrits                          | Inscrits            | Inscrits       | 19 333       | 100,00       | 19 333      | 100,00      | 35     |
| Abstentions                       | Abstentions         | Abstentions    | 7 704        | 39,85        | 7 274       | 37,62       |        |
| Votants                           | Votants             | Votants        | 11 629       | 60,15        | 12 059      | 62,38       |        |
| Blancs et nuls                    | Blancs et nuls      | Blancs et nuls | 226          | 1,94         | 501         | 4,15        |        |
| Exprimés                          | Exprimés            | Exprimés       | 11 403       | 98,06        | 11 558      | 95,85       |        |
| Source : Ministère de l'Intérieur |                     |                |              |              |             |             |        |

### Premier tour
Au premier tour, neuf listes se présentent pour la mairie d'Hénin-Beaumont.
Selon un sondage La Voix du Nord, le FN partait favori avec 35 % au premier tour et pourrait gagner en cas de triangulaire. Derrière se disputeraient la deuxième place Daniel Duquenne (DVG) et Pierre Ferrari (PS), soutenu par le MoDem (Christine Coget), le PCF (David Noël) et le MRC (Jean-Pierre Policante).
Au premier tour du 28 juin 2009, la liste du Front national est arrivée en tête avec 39,34 % des voix. Elle était suivie par les listes de Daniel Duquenne et Pierre Ferrari, qui obtenaient respectivement 20,19 % et 17,01 %. Régine Calzia (Verts) était quatrième avec 8,52 %, l'ancien maire de 1983 à 2001, Pierre Darchicourt (PS) obtenant 5,29 % et Nesrédine Ramdani (UMP) 4,34 % des voix. Par rapport aux élections de 2008, le FN remporte 800 voix de plus. Le taux de participation est de 60,15 %.
Avec l'arrivée en tête du Front national, des personnalités politiques de diverses sensibilités appellent à voter contre le FN comme Hervé Morin (NC), Xavier Bertrand, Valérie Pécresse, Jean-François Copé (UMP). Briois ironise sur le soutien de l'UMP à Duquenne : « c'est la cerise sur le gâteau ».
L'acteur Dany Boon réagit également en appelant à « voter contre le Front national au deuxième tour des municipales », car « le Front national véhicule des idées à l'opposé » du Nord-Pas-de-Calais. Il ajoutait que « quoi qu'il se soit passé dans votre ville, quelles que soient vos colères et vos frustrations, rien ne justifiera jamais de voter pour un parti d'extrême droite ». Marine Le Pen répond que c'est un bon acteur mais qu'il n'a aucun rapport avec la ville d'Hénin-Beaumont car « il vit à Los Angeles, il est millionnaire » et « il ne connaît pas la situation dramatique des habitants d'Hénin-Beaumont, il ne la partage pas ». Steeve Briois invitait Dany Boon à « quitter Los Angeles » et à venir « payer des impôts locaux ». En cas de refus, il « l'invitait à faire un don à la commune d'Hénin-Beaumont ».
Le 3 juillet 2009, 150 personnes se rassemblent devant la mairie pour appeler à se mobiliser contre le Front national.

### Second tour

#### Faits

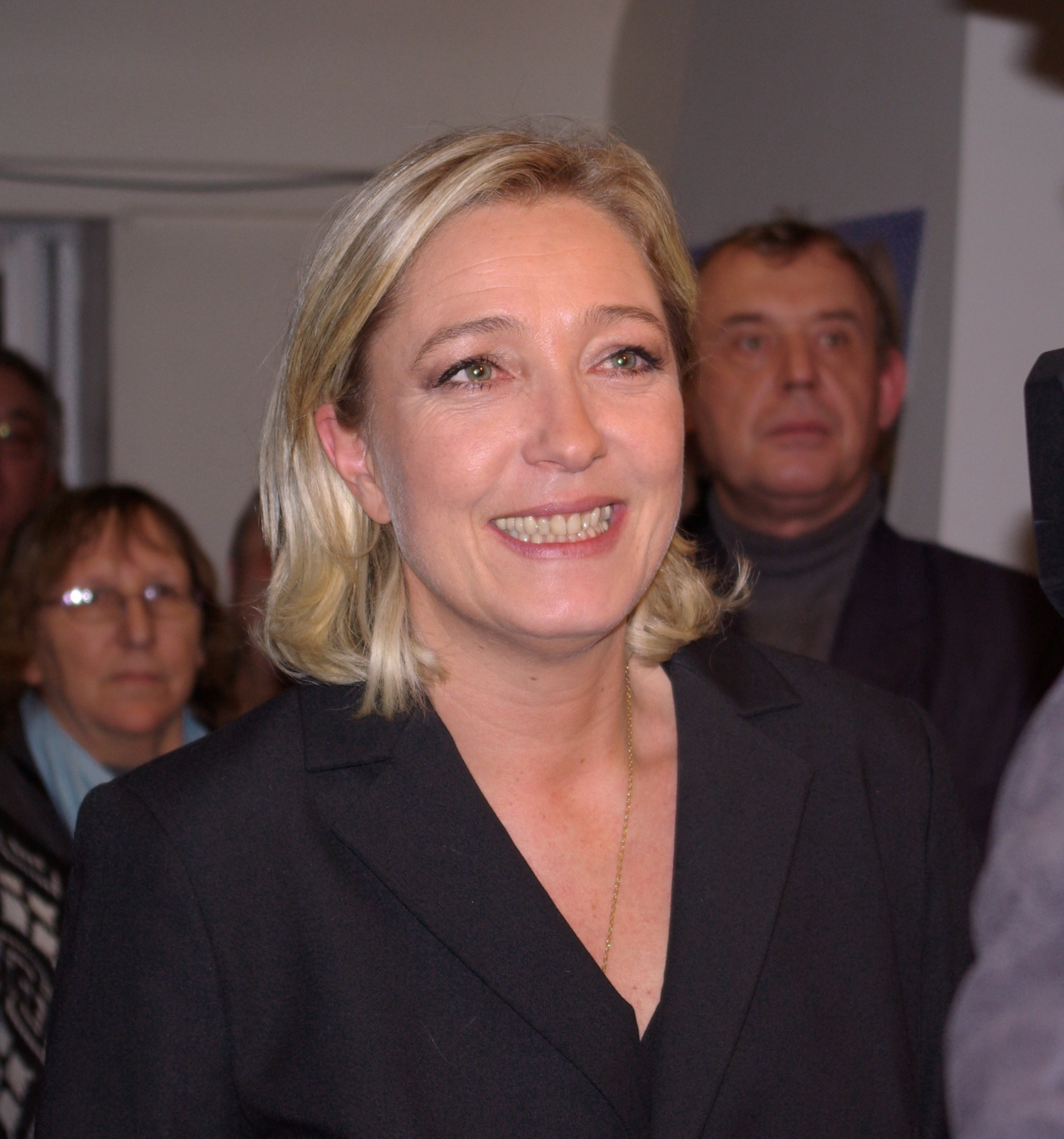
La seconde de liste FN, Marine Le Pen, perd avec 47,62 % des voix.

Au second tour, seules les listes de Steeve Briois, de Daniel Duquenne et de Pierre Ferrari pouvaient se représenter.
Alors que Ferrari souhaitait la fusion des listes de gauche, Duquenne refusait car, « arrivé deuxième au premier tour, le désistement républicain devait intervenir en [sa] faveur ». Devant ce refus de fusion, la tête de liste socialiste renonçait à redéposer sa liste.
Le 5 juillet 2009, Daniel Duquenne remportait l'élection avec 6 054 voix, soit 52,38 % contre Steeve Briois qui obtenait 5 504 voix, soit 47,62 %. Selon Marine Le Pen, « il y a des défaites qui sont extrêmement honorables et celle-là en fait partie ».
Le soir de l'élection, Daniel Duquenne était agressé au gaz lacrymogène par plusieurs individus. Pour Brice Hortefeux, il était « totalement inadmissible qu'un élu ait été lâchement agressé, au mépris des valeurs de notre République ». Il est rejoint dans cette idée par Harlem Désir en disant qu'il « condamne avec la plus grande fermeté l’agression dont vient d’être victime Daniel Duquenne », sauf qu'il va plus loin que le ministre français de l'Intérieur en affirmant que « l’extrême droite, qui se prétendait respectable, montre son vrai visage en agressant physiquement celui qui l’a battue démocratiquement ». De son côté Marine Le Pen condamne également cette agression et parle de « provocation dont le but évident est d'en accuser le Front national », indiquant que ses militants se trouvaient dans la permanence du FN au moment des faits. Elle rappelle que celle-ci avait subi un jet de cocktail Molotov trois nuits avant le scrutin alors que des militants dormaient à l'intérieur,, et accuse Brice Hortefeux de ne pas avoir réagi à cette attaque parlant d'« indignation à géométrie variable ».
Daniel Duquenne a déposé plainte pour l'agression au gaz lacrymogène et a accusé, comme Harlem Désir, le FN. Steeve Briois a répondu par une plainte pour diffamation.

#### Réactions
Plusieurs personnalités politiques de tous bords ont réagi à l'élection de Daniel Duquenne au poste de maire d'Hénin-Beaumont.
Au PCF, Marie-George Buffet a déclaré que les « électrices et les électeurs de cette ville ont à la fois repoussé un parti populiste et xénophobe tout en envoyant un message à la gauche » et que « la gauche, notamment le Parti socialiste » en tire des « leçons ».
Au NPA, Séverine Duval a déclaré que « derrière le soulagement, le NPA appelle à rester vigilant. Face au danger d'un FN qui se nourrit de la crise et des capitulations de la gauche, le NPA propose aux travailleurs et aux couches populaires de se regrouper et d'agir autour d'un programme de rupture avec ce système ».
Pour les socialistes, Martine Aubry  s'est « félicitée […] de la victoire du front républicain à Hénin-Beaumont », et Pierre Ferrari félicite « Daniel pour son élection ».
À l'UMP Henri Guaino a déclaré être « assez content que les valeurs de la République et de la démocratie aient triomphé à Hénin-Beaumont ». Le président de la République française, Nicolas Sarkozy a également salué la victoire contre le Front national.
Le chef du Front national, Jean-Marie Le Pen, a remarqué comme sa fille que « cet échec apparent est, en fait, une victoire qui marque le redressement du Front national, déjà amorcé lors des élections européennes ».
Dans la presse, on estime que la ville d'Hénin-Beaumont constitue « un cas d'école » où le FN ne réunit pas une majorité dans une position favorable même quand la situation est caricaturale « avec une gauche divisée, une fiscalité locale en hausse exponentielle, un taux de chômage deux fois supérieur à la moyenne nationale, des délocalisations, des fermetures d'usine, un maire socialiste, Gérard Dalongeville mis en examen pour détournement de fonds publics, faux en écriture et favoritisme »,.

## Après-vote

### Recours
Quatre instances ont été engagées.
Dès le lendemain, le Front national contesté le résultat pour « pressions sur les électeurs » par des tracts prédisant la suppression de subventions de l'État, la région et le département en cas de succès de Briois. Pierre Ferrari va aussi porter plainte « contre Daniel Duquenne pour calomnies et injures », car ce dernier l'associe « à la gestion de l'ancien maire Gérard Dalongeville, aujourd'hui placé en détention ».
Gérard Dalongeville et Steeve Briois contestent chacun l'élection de Daniel Duquenne en saisissant le tribunal administratif de Lille d'un recours en inéligibilité pour incompatibilité de fonctions entre un mandat de maire et son poste de directeur territorial à la Région selon l'article 213.15 du code électoral qui dispose que « les directeurs généraux, directeurs, directeurs-adjoints, chefs de service et adjoints au chef de service […] des conseils régionaux » ne sont pas éligibles.
Gérard Dalongeville dépose également au tribunal administratif un recours en annulation des élections des 28 juin et 5 juillet. Selon lui, des « personnes n'ayant pas la qualité de conseillers municipaux dans l'ordre du tableau » ont démissionné illégalement le 25 mai.

### MJS sous tutelle
Le lendemain du vote, la fédération du mouvement des jeunes socialistes du Pas-de-Calais, présidée par Anne-Sophie Taszarek, a été mise sous tutelle par bureau national du MJS. La presse estime alors qu'il s'agit d'une sanction de Pierre Ferrari qui avait monté sa propre liste contre l'avis de la fédération PS du Pas-de-Calais (Deuxième fédération de France avec de 150 à 200 militants, dont 70 à Hénin-Beaumont). Selon Catherine Génisson (PS), Pierre Ferrari se serait auto-exclu du PS.
Face à cette décision jugée « unilatérale et sans concertation » par Catherine Génisson, le député-maire de Lens, Guy Delcourt (PS) « s'est auto-exclut » de la fédération du parti socialiste du Pas-de-Calais, puisque « son destin était lié à celui de Pierre Ferrari ». Néanmoins le député-maire lensois reste actif au Parti socialiste, à l'Assemblée nationale et à la mairie de Lens.

### Nouveau conseil municipal
La liste « républicaine » de Daniel Duquenne a obtenu 27 élus et la liste du Front national de Steeve Briois en obtient 8 (soit trois sièges de plus par rapport au vote de 2008),. Le 5 juillet 2009, il devient officiellement maire d'Hénin-Beaumont par 27 voix contre 8.
Selon Steeve Briois, Daniel Duquenne n'était pas à son aise et faisait la continuité de Gérard Dalongeville.
Le 7 mai 2010, Daniel Duquenne démissionne, touché par un accident vasculaire cérébral en automne. Steeve Briois y voit une manœuvre politique car le Front national allait dénoncer son inéligibilité pour incompatibilité au motif que Daniel Duquenne était simultanément « chargé de mission » au sein du service tourisme du conseil régional du Nord-Pas-de-Calais, et porteur d'un mandat de maire. Le 25 mai 2010, Eugène Binaisse est élu maire de la commune.